# Міжмережний з'єднувач
Міжмережний з'єднувач (зустрічається назва Інтерконнектор, а також у США відомий як DC Tie (де DC — постійний струм, а Tie -, в даному випадку, з'вязок, тобто зв'язок постійного струму)) — це конструкція, яка дозволяє пропускати електрику між електричними мережами. Електричний з'єднувач дозволяє пропускати електрику між окремими мережами змінного струму або з'єднувати синхронні мережі. Вони можуть бути утворені з підводних силових кабелів, підземних кабелів живлення або повітряних ліній електропередач. Найдовшим міжмережевим з'єднанням, станом на 2016 рік, було підводне з'єднання NorNed між Норвегією та Нідерландами, довжиною майже 600 км і передавала потужність в 700 МВт високовольтною лінією постійного струму.

## Економіка
Інтерконнектори дозволяють здійснювати торгівлю електроенергією між територіями. Наприклад, інтерконектор Схід -Захід дозволяє здійснювати торгівлю електроенергією між Великою Британією та Ірландією..Тому територія, яка виробляє більше енергії, ніж їй потрібно для поточної власної діяльності може продавати надлишок енергії сусідній території.
З'єднувачі також забезпечують підвищену стійкість. Усередині Європейського Союзу відбувається рух до єдиного ринку енергоносіїв, що робить міжмережне з'єднання життєздатним. Наприклад, енергетична біржа Nord Pool Spot, країн Скандинавії та Балтії, покладається на безліч з'єднань між собою. Найбільш повною реалізацією цього є запропонована Європейська супер мережа, яка включатиме численні з'єднання між національними мережами.
Міжмережні з'єднувачі використовуються для підвищення безпеки енергопостачання та управління піковим попитом. Вони забезпечують транскордонний доступ до виробників та споживачів електроенергії, тим самим посилюючи конкуренцію на енергетичних ринках. Вони також допомагають інтегрувати більше електроенергії, виробленої з відновлюваних джерел (в разі надсприятливих умов сонячні, вітряні та припливні електростанції можуть генерувати значно більше електроенергії аніж це потрібно на даний момент й задля збереження цієї енергії її можна транспортувати в інші регіони) тим самим зменшуючи використання електростанцій на викопному паливі та викидів CO2. З'єднувачі допомагають адаптуватися до мінливих моделей попиту, таких як поширення електромобілів.

## Інфраструктура
З'єднувачі можуть проходити через сухопутний кордон або з'єднувати дві ділянки суші, розділені водою.